# Uleanivka, Petrîkivka
Uleanivka (în ucraineană Улянівка) este un sat în comuna Ceaplînka din raionul Petrîkivka, regiunea Dnipropetrovsk, Ucraina.

## Demografie
Componența lingvistică a localității Uleanivka
     Ucraineană (95,94%)
     Rusă (4,06%)
Conform recensământului din 2001, majoritatea populației localității Uleanivka era vorbitoare de ucraineană (95,94%), existând în minoritate și vorbitori de rusă (4,06%).